# فرانك إل. كالبرتسون جونيور
فرانك إل. كالبرتسون جونيور (بالإنجليزية: Frank L. Culbertson)‏ هو رائد فضاء وشخصية أعمال وطيار وضابط أمريكي، ولد في 15 مايو 1949 في تشارلستون في الولايات المتحدة.